# 9114 Хатакаяма
9114 Хатакаяма (9114 Hatakeyama) — астероїд головного поясу, відкритий 12 лютого 1997 року.
Тіссеранів параметр щодо Юпітера — 3,555.